# Worstelen op de Paralympische Zomerspelen 1984
De VIIe Paralympische Spelen werden in 1984 gehouden in Stoke Mandeville (Verenigd Koninkrijk) en New York, Verenigde Staten.
De Paralympics van 1984 werden in twee verschillende landen georganiseerd. Dit was vooral te wijten aan de Amerikaanse Gehandicaptensport Organisaties. Met name de Amerikaanse Wheelchairsport Association wilde dermate veel invloed en atleten op de Spelen, dat dat voor de andere Organisaties (Blinden, Spastici en Amputees) niet accepteerbaar was. Deze drie organisaties besloten om de Paralympics in New York USA te houden van 16 juni tot 30 juni 1984, zonder de rolstoelers. Deze kregen hun eigen spelen in Stoke Mandeville, Verenigd Koninkrijk van 23 juli tot 1 augustus 1984.
Worstlenen stond dit jaar voor de tweede en laatste keer op het programma, het was een van de 18 sporten tijdens deze spelen.

## Evenementen
Op de Spelen van 1984 stonden de volgende evenementen op het programma:
Mannen
- tot 48 kg
- tot 52 kg
- tot 57 kg
- tot 62 kg
- tot 68 kg
- tot 74 kg
- tot 82 kg
- tot 90 kg
- tot 100 kg
- boven 100 kg

## Mannen
| Klasse     | land | Goud              | land | Zilver               | land | Brons           |
| ---------- | ---- | ----------------- | ---- | -------------------- | ---- | --------------- |
| tot 48 kg  | CAN  | Wayne Bell        | USA  | Shaible              |      |                 |
| tot 52 kg  | USA  | Darly Podacheenie | CAN  | Chris Gabriel        |      |                 |
| tot 57 kg  | USA  | Ken Sparks        | CAN  | Gord Hope            |      |                 |
| tot 62 kg  | USA  | Keith West        | CAN  | Pierre Mortem        | MEX  | Rolando Vazquez |
| tot 68 kg  | CAN  | Eddie Mortem      | USA  | Winford Haynes       |      |                 |
| tot 74 kg  | USA  | Jack Gibbs        | CAN  | Frank Dipierdomenico |      |                 |
| tot 82 kg  | USA  | George Morris     | CAN  | Wayne Prymych        |      |                 |
| tot 90 kg  | USA  | Garland Burress   | CAN  | Dave Duncan          |      |                 |
| tot 100 kg | USA  | James Mastro      | AUT  | Ernst Wurnig         |      |                 |

Atletiek · Bankdrukken · Basketbal · Boogschieten · Boccia · CP-voetbal · Gewichtheffen · Goalball · Koersbal · Paardensport · Schermen · Schietsport · Snooker · Tafeltennis · Volleybal · Worstelen · Wielersport · Zwemmen
Arnhem 1980 ·
New York & Stoke Mandeville 1984